# Północny Pas Rekreacyjny
Północny Pas Rekreacyjny – bydgoska dzielnica wypoczynkowo-rekreacyjna, licząca niecałe 700 mieszkańców. Obejmuje ona 830-hektarowy Leśny Park Kultury i Wypoczynku „Myślęcinek” z licznymi atrakcjami, część Nadwiślańskiego Parku Krajobrazowego oraz znaczne obszary lasów o zróżnicowanej strukturze.
Północny Pas Rekreacyjny obejmuje 3 osiedla: 
- Myślęcinek
- Rynkowo
- Las Gdański